# Рибичич, Митя
Митя Рибичич (словен. Mitja Ribičič; 19 мая 1919, Триест — 28 ноября 2013, Любляна) — югославский (словенский) политический деятель, один из руководителей СФРЮ, председатель Союзного исполнительного вече СФРЮ (1969—1971), председатель Президиума Центрального комитета Союза коммунистов (1982—1983), председатель комитета госбезопасности СФРЮ (OZNA).

## Биография
Словенец по происхождению. Сын юношеского писателя Иосипа Рибичича, позже вынужденного бежать в Югославию при установлении фашистского режима в Италии. С 1938 изучал право в университете Любляны. В студенческие годы познакомился в работами Маркса и Ленина, стал членом левой молодёжной организации. После оккупации фашистами Югославии в октябре 1941 вступил в компартию Словении (КПС).
Участник Второй мировой войны, антифашист, партизан, сражался в рядах Народно-освободительной армии Югославии. Работал в Центральном техническом управлении КПС, в 1942 руководил люблянскими нелегальными типографиями. В июне 1942 присоединился к партизанам в Штирии, где также организовал нелегальные типографии. Всю его семью жестоко преследовали и сажали в тюрьмы, мать и сестру пытали в известной женской тюрьме под Венецией.
С конца 1942 был секретарем окружного комитета КПС по Моравско-литийскому округу, затем до июня 1943 политическим комиссаром Камникско-Савиньского отряда, затем политкомиссаром 6-й бригады «Славко Шландер», с сентября 1943 – комиссаром IV-й оперативной зоны, с марта по май 1944 на партийных курсах ЦК КПС, а затем комиссар Каринтийской группы партизанских отрядов у границы с Австрией. В ноябре 1944 — апреле 1945 проходил военную подготовку в Москве. После возвращения из СССР стал помощником начальника OZNA (“Отдел народной защиты”, аналог органа госбезопасности) Словении.
После Победы в 1945 Рибичичу было поручено организовать «боевые группы» для борьбы с остатками нацистских коллаборационистов. После серии операций по уничтожению коллаборационистов Рибичич был назначен главой специально созданного ведомства, которое должно было заниматься вооруженными бандами, остатками буржуазных партий и священнослужителями.
В 1947–1951 был помощником министра внутренних дел Словении *в частности, занимался политическими процессами по образцу СССР), в 1951–1952 работал на посту прокурора Словении, с 1953 заместитель министра и в 1954–1958 министр внутренних дел Словении. Член исполнительного совета Народного собрания Республики Словения (1957–1963).
Был членом ЦК Союза коммунистов Словении (с 1954), депутат скупщины (парламента) Словении (1946–1963), депутат Союзной скупщины с 1963. С 1958 член Центральной ревизионной комиссии Сюза коммунистов Словении и Исполнительного комитета (впоследствии Президиума) ЦК СКС. С 1964 член цк Союза коммунистов Югославии. В 1967–1969 член реорганизованного Исполкома ЦК СКЮ, с 18 мая 1969 по 30 июля 1971 председатель Союзного исполнительного вече (премьер-министр Югославии).
С 1969 член Президиума СКЮ, член Президиума СФРЮ (1971–1974; последний год также вице-президент Президиума), председатель Республиканской конференции скупщины Словении (1973–1982), снова член Президиума СФРЮ (1982–1986) и в течение одного года председатель президиума ЦК СКЮ (1982–1983).
В партизанский период занимался написанием песен и обработкой иностранных (особенно испанских) революционных песен, а в старости издавал эпиграммы на политические темы.
Его сын Цирил Рибичич — современный словенский политик (вначале коммунист-реформист, затем социал-демократ) и правовед, член Конституционного суда Словении.

## Судебное преследование
В мае 2005 года власти Словении обвинили его в геноциде и убийстве 234 человек уже после окончания Второй мировой войны, а также в запугивании и преследованиях противников коммунистического режима. Он стал первым из бывших югославских лидеров, которому в независимой Словении были предъявлены обвинения в связи с послевоенной охотой за нацистскими пособниками. Ввиду недостатка доказательств дело закрыли, но в октябре 2013 года расследование снова возобновилось после рассекречивания ряда архивов: Рибичичу приписывают организацию насильственного выселения более 16 тысяч немцев из Словении, а также вину в голодной смерти 39 малолетних детей в лагерях переселенцев. Позже производство по делу было прекращено за отсутствием состава преступления.